# Aston Crews
Aston Crews är en by i  Herefordshire i West Midlands, England. Byn ligger 7,6 km öster om Ross-on-Wye vid landsväg B4222. 1,5 km nordost om byn ligger Aston Ingham.